# Tropische Regenwälder von Samoa

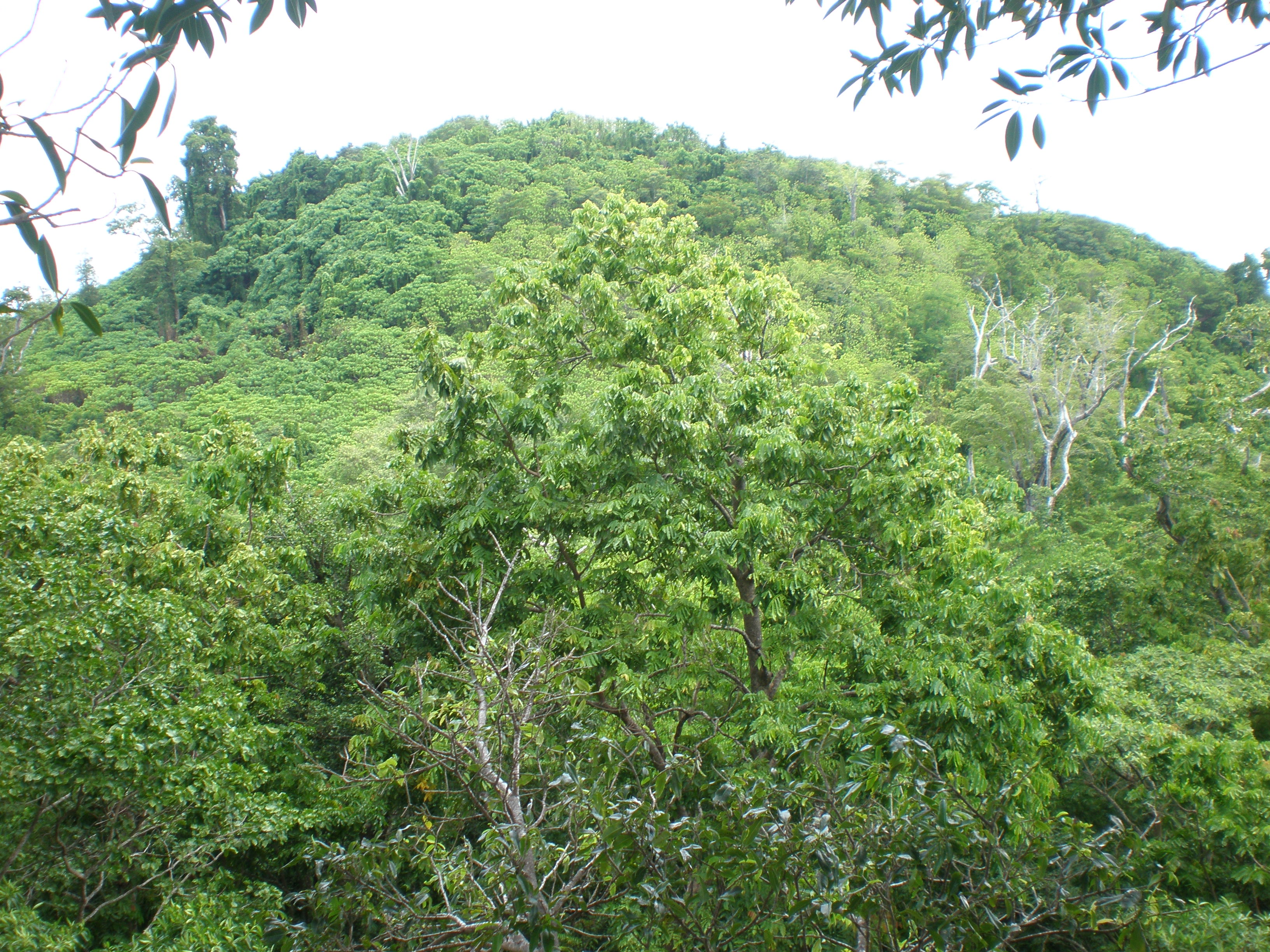
Wald von Savaiʻi

Die Tropischen Regenwälder von Samoa (englisch Samoan tropical moist forests) sind eine Ökoregion von tropischen Regenwäldern auf den Samoainseln in den drei Formen Tieflandwälder, Bergwälder und Wolkenwälder. Sie sind die potenziell-natürliche Vegetation der Inseln.

## Geographie

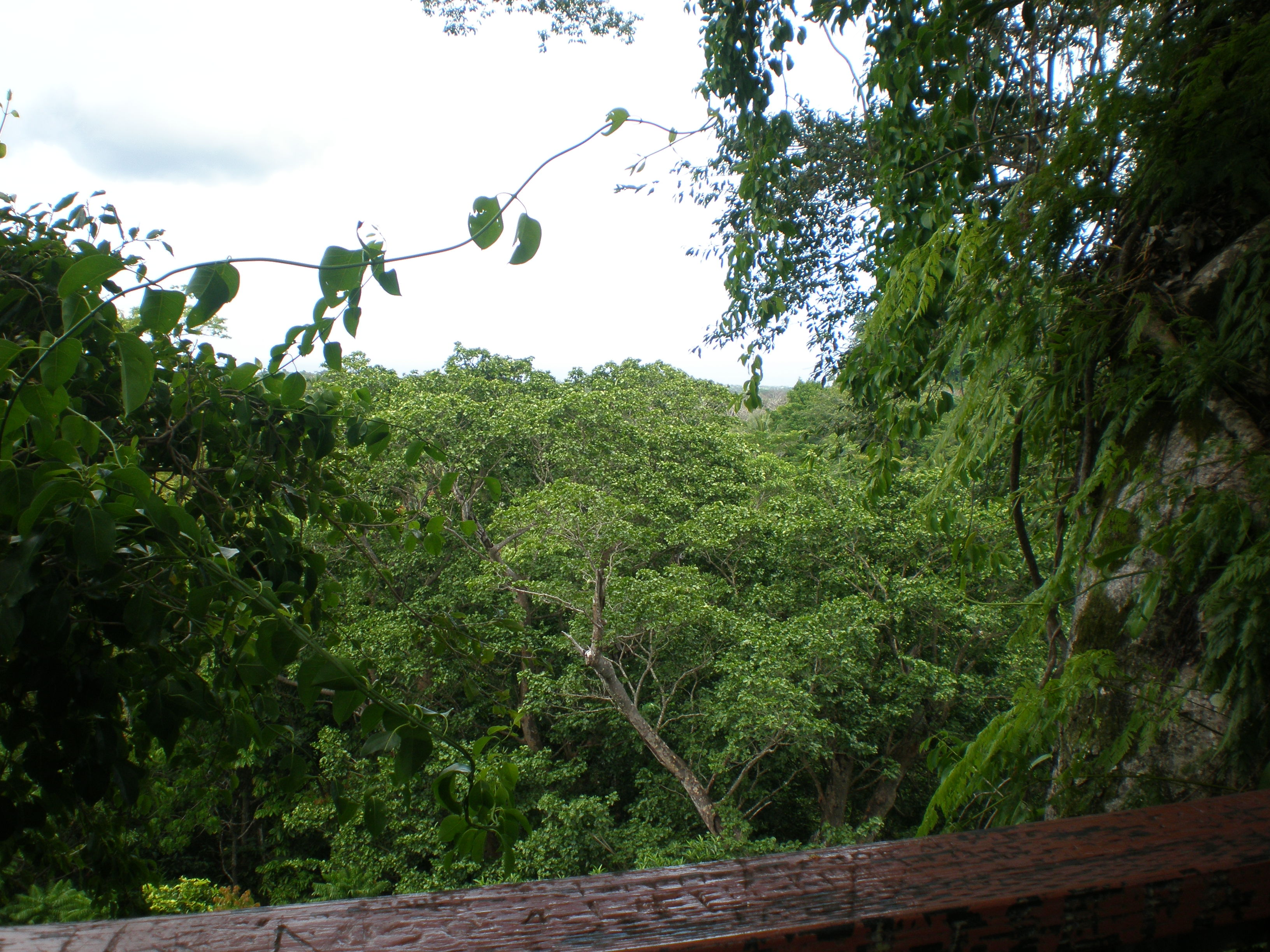
Blick über die Tieflandregenwälder von Falealupo

Der Central Savaiʻi Rainforest auf der Insel Savaiʻi bildet mit einer Fläche von 727 km² das größte zusammenhängende Regenwaldgebiet Polynesiens. Hier befinden sich mehr als 100 Vulkankrater und neuzeitliche Lavaströme. Im Nordwesten liegt das Schutzgebiet Falealupo Rainforest Reserve und im Südosten das Tafua Peninsula Rainforest Preserve.
Die Wälder des O Le Pupu-Pue National Park-Schutzgebietes  auf Upolu im Inneren der Insel bilden den Lebensraum für die meisten endemischen Tierarten.
1994 ratifizierte Samoa die internationale Biodiversitätskonvention für nationale Strategien für den Naturschutz und die nachhaltige Nutzung der biologischen Vielfalt. 2010 standen nur 5 % der Staatsfläche unter Naturschutz. Der größte Teil der Landfläche von Samoa ist im Besitz von Einheimischen und unterliegt traditionellen Regeln (customary land). Etwa 81 % davon wird auf lokaler Ebene von den Matai (Häuptlingen) verwaltet. Daher werden die Naturschutzprojekte auch in Zusammenarbeit mit den Matai gestaltet (zum Beispiel in Falealupo und Tafua).

## Fauna und Flora

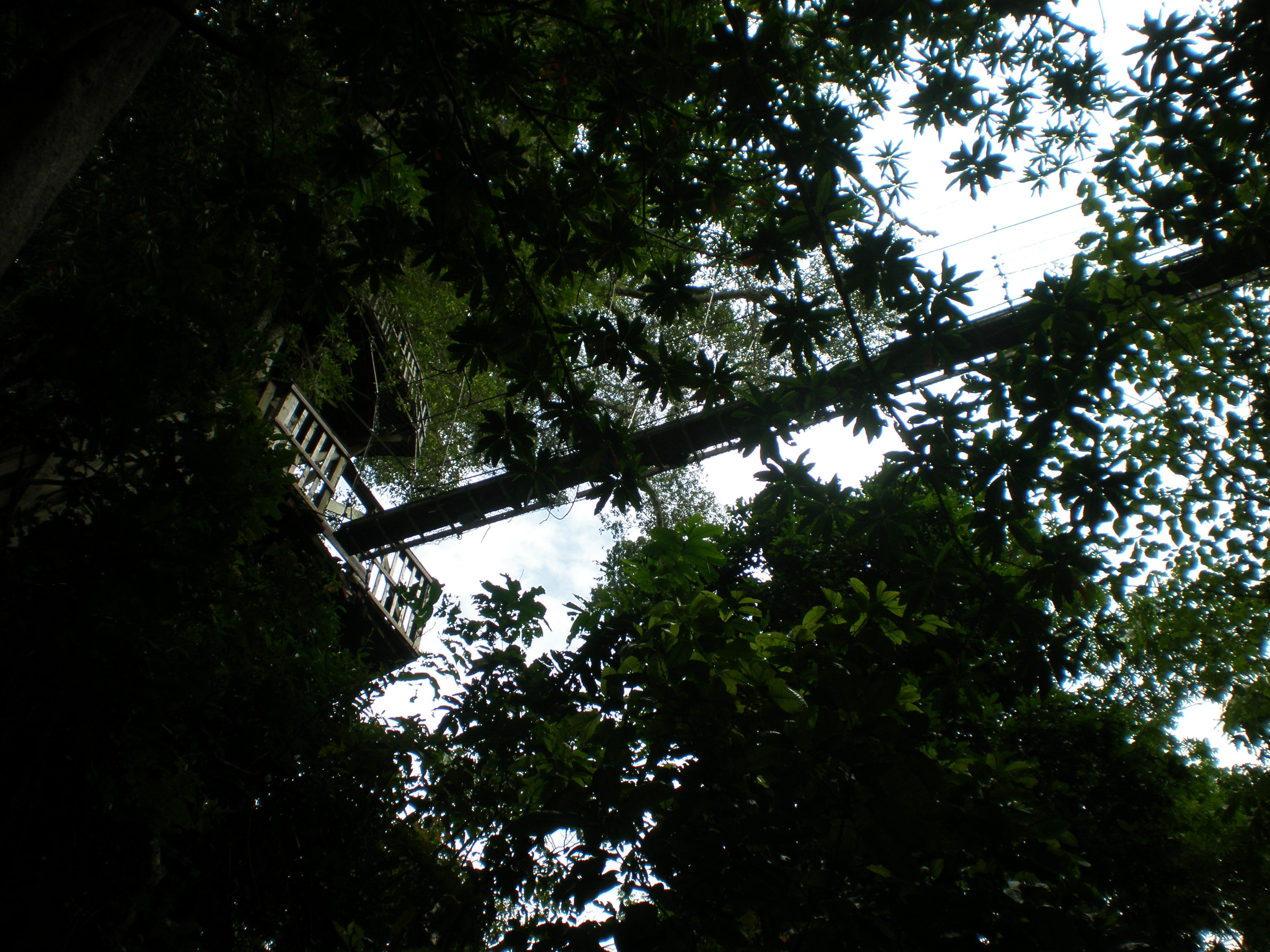
Blätterdach im Gebiet von Falealupo

Etwa 30 % der Tier- und Pflanzenarten auf Samoa sind endemisch. Immer wieder werden neue Arten entdeckt, so 2009 zwei Schmetterlingsarten und Süßwasserfische. Es gibt auf Samoa mehr einheimische Farn- und Schmetterlingsarten als in Neuseeland, das eine 85-mal größere Fläche hat.
Dazu zählen die Zahntaube (Didinculus strigirostris, „manumea“), der Nationalvogel von Samoa, und andere Vögel, wie der Maohonigfresser (Gymnomyza samoensis), Samoabrillenvogel (Zosterops samoensis) und Samoapfuhlhuhn (Gallinula pacifica). Das Samoapfuhhlhuhn wurde zuletzt 1873 beobachtet und es gab möglicherweise Sichtungen 1984 im Hochland und 2003 am Vulkan Silisili.
Die vorherrschenden Pflanzenarten sind Diospyros samoense, Diospyros elliptica, Calophyllum inophyllum, Dysoxylum samoense und Dysoxylum maota, Pometia pinnata, Planchonella samoense, Syzygium spp. und Myristica fatua, sowie in höheren Lagen Dysoxylum huntii.